# تئاتر فردوسی
تئاتر فردوسی در سال ۱۳۲۵ (۱۹۴۶) توسط عبدالحسین نوشین عمویی، وثیقی بنیانگذاری شد که مقررات اجرای نمایش به سبک اروپایی داشت
تئاتر فردوسی در آبان ۱۳۲۶ توسط تاجر معروفی به نام عبدالکریم عمویی (وثیقی) تأسیس شد و گروه تئاتری عبدالحسین نوشین به این تماشاخانه منتقل شد.
گروه نوشین طی تنها ۱۶ ماه از مهرماه ۱۳۲۶ تا نیمه بهمن ۱۳۲۷ چندین نمایش به روی صحنه این تئاتر برد.
تئاتر فردوسی تا ۱۵ بهمن ۱۳۲۷ که محمدرضاشاه پهلوی در دانشگاه مورد سوءقصد قرار گرفت با استقبال پرشور مردم نمایش نامه‌های: ولپن، مستنطق، مردم، پرندهٔ آبی، سرگذشت، سه دزد و دختر شکلاتی را به اجرا گذاشت.
پس از ۱۵ بهمن حزب توده و سازمان‌های دست چپی منحل شدند و تئاتر فردوسی بسته شد و نوشین هم همراه سایر سران حزب توده زندانی، محاکمه و به سه سال زندان محکوم شدند.
در غیاب نوشین تئاتر سعدی با سرمایهٔ عموئی و کارگردانی حسین خیرخواه و لرتا در سال ۱۳۲۹ افتتاح شد.
ده‌ها هنرمند در تئاتر فردوسی با نوشین همکاری کردند، از جمله: لرتا، حسین خیرخواه، صادق شباویز، صادق بهرامی، جلال ریاحی، مهدی امینی، مهین دیهیم، ایران قادری، توران مهرزاد، محمدعلی جعفری، حسن خاشع، نصرت‌الله محتشم، پرخیده، مهین طاقانی و همسرش مصطفی اسکویی، عطاءالله زاهد، نصرت کریمی، ایرن، اصغر تفکری، محمدتقی کهنمویی و… خود نوشین نیز معمولاً در نمایش‌ها نقشی ایفا می‌کرد.